# Gsteigwiler
Gsteigwiler is een gemeente en plaats in het Zwitserse kanton Bern, en maakt deel uit van het district Interlaken-Oberhasli.
Gsteigwiler telt 422 inwoners.
Gsteigwiler ligt zo'n vijf kilometer ten zuiden van Interlaken.  Het dorpscentrum ligt aan de rechteroever van de Lütschine, daar waar het Lütschinedal zich opent in het dal van de Aare tussen de beide riviermeren van de Aare, de Brienzersee en Thunersee. Ten noorden van het dorpscentrum, ter hoogte van de noordelijker gelegen gemeente Wilderswil bevindt zich aan de oevers van de Lütschine de middeleeuwse kerk van Steig, centrum van de kerkparochie Steig die zich over onder meer Wilderswil en Gsteigwiler uitstrekt.